# Allmänna arvsfonden
Allmänna arvsfonden är en svensk statlig fond, instiftad av Sveriges riksdag 1928, dit medel tillfaller från de dödsbon som inte har någon arvinge, alltså när det varken finns någon släkting närmare än kusin eller något skrivet testamente. Föreningar och andra ideella organisationer kan söka projektstöd ur fonden. Projekten ska vara av ideell karaktär till förmån för barn, ungdom, äldre över 65 år och personer med funktionsnedsättning. Fonden förvaltas av Kammarkollegiet, och det är den myndighet som handlägger och föreslår vilka projekt som ska få stöd.
Myndigheten Arvsfondsdelegationen beslutar sex gånger per år om vilka projekt som ska få stöd och följer upp dessa projekt. Delegationen ser också till att erfarenheterna från verksamheten sprids och informerar om arvsfondens ändamål och medlens användningsområde. Delegationen har nio ledamöter, inklusive ordförande och vice ordförande, som utses av regeringen. Ordförande sedan år 2024 är Ulrika Stuart Hamilton. Tidigare ordföranden inkluderar Niklas Ekstrand (2024), Gunilla Malmborg (2022-2024) och Håkan Ceder (2016-2022). Cirka 400 projekt får varje år stöd ur Allmänna arvsfonden. År 2024 delades 997 miljoner kronor ut.

## Kritik
Fonden har fått kritik för att de inte följer god redovisningssed, samt inte kontrollerar eller följer upp projekt som finansieras. Kritik mot fonden har även riktats för att ha finansierat projekt där några av huvudmännen företrätt våldsbejakande extremism och religiös fanatism.

## Internationella motsvarigheter
Konstruktionen med en allmän arvsfond är mycket ovanlig, och det enda land vid sidan av Sverige som har en arvsfond är Island. Den isländska arvsfonden kom till efter svenskt mönster år 1952. Medlen används via De handikappades investeringsfond uteslutande för uppförande och restaurering av institutionsbyggnader för de funktionsvarierades räkning. 
I flera andra länder går kvarlåtenskap in i den allmänna statsbudgeten, men dessa länder har ofta en längre gående arvsrätt, som bland annat innebär att även kusiner eller mer avlägsna släktingar ärver.